# Конрад Віц

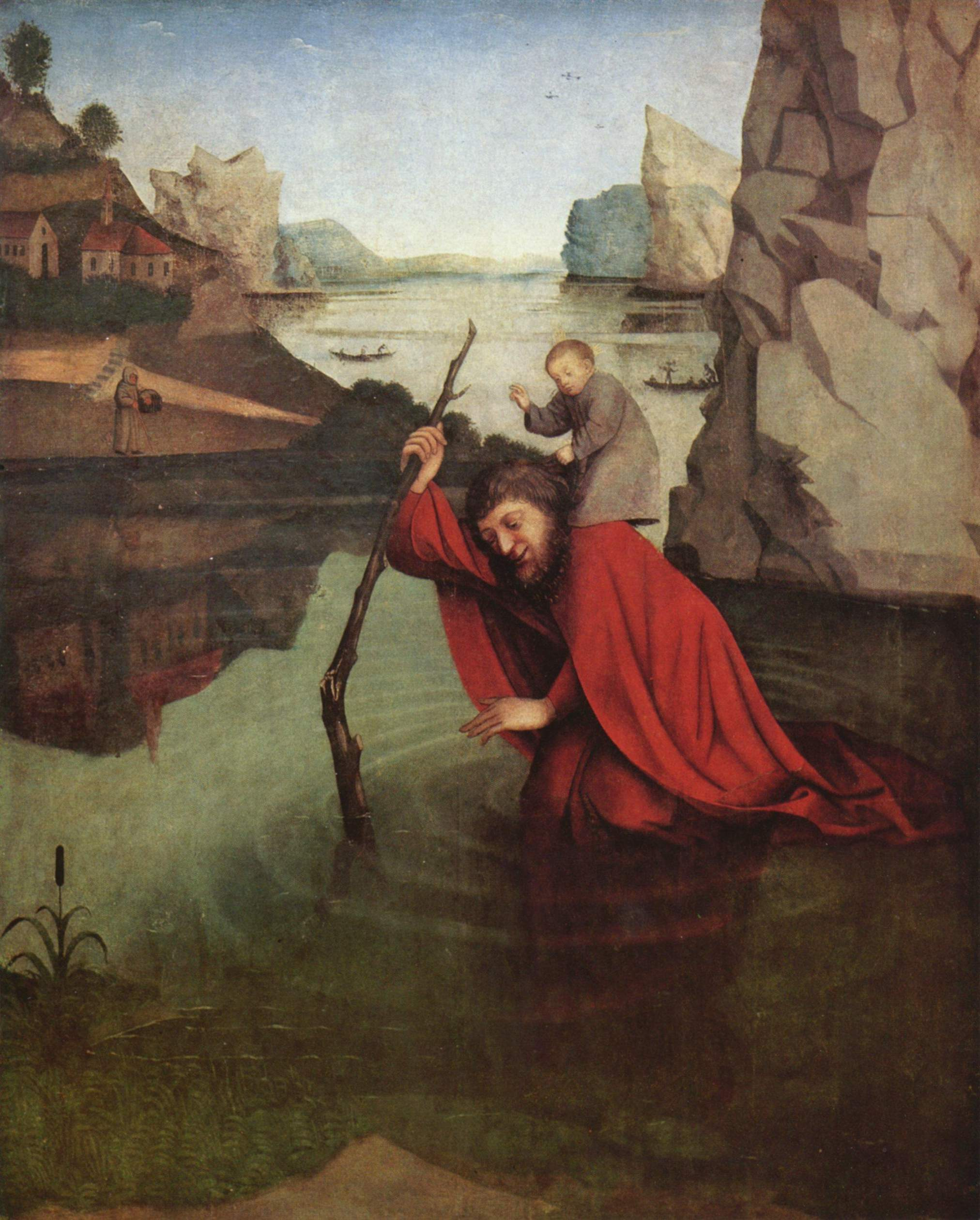
«Св. Христофор», бл. 1435. Художній музей, Базель

Конрад Віц (нім. Konrad Witz; бл. 1400, Ротвайль, Вюртемберг — помер до 1446, Женева або Базель) — швейцарський художник; працював у Женеві та Базелі.
Про життя художника відомо мало. Приїхав до Базеля близько 1431 року, там пропрацював до кінця життя, керуючи своєю власною майстернею. Виконував замовлення на вівтарні картини для церков Базеля і Женеви. Ймовірно, що до Швейцарії він приїхав вже бувши відомим художником, та вже був знайомий з мистецтвами Південної Німеччини і Нідерландів.
У своїх творах, переходячи від принципів готики до мистецтва Відродження, досяг великої пластичної переконливості в зображенні фігур, інтер'єру, міського та альпійського пейзажу, правдиво і поетично зобразив природу околиць Женеви (частини великого поліптиха, бл. 1435, Картинна галерея, Берлін-Далем, Публічне художнє зібрання, Базель, та інші зібрання: стулки вівтаря св. Петра, 1444, Музей мистецтва та історії, Женева). Твори зберігаються у музеях Женеви, Базеля, Страсбурга, Відня, Нюрнберга та ін.
Вибрані твори
- Вівтар «Дзеркало спокути людства», бл. 1435. більшість стулок — Художній музей, Базель
- «Св. Христофор», бл. 1435. Художній музей, Базель
- «Есфір перед Артаксерксом», бл. 1434/1435. Художній музей, Базель
- «Амбраський набір» (майстерня), бл. 1440/1445. Кунсткамера, Музей історії мистецтв, Відень
- Вівтар св. Петра, 1444, Музей мистецтва та історії, Женева.